# 高氏木犀
高氏木犀（学名：Osmanthus kaoi）为木犀科木犀屬下的一个种。

## 扩展阅读
- 維基物種上的相關：高氏木犀